# Anne Rivière
Pour les articles homonymes, voir Rivière (homonymie).
Anne Rivière née le 14 juin 1945 est une historienne de l'art et commissaire d'expositions de nationalité française. Elle est la spécialiste des sculptrices en France. Elle publie en 1983, la première biographie sur Camille Claudel, participant à la découverte de cette artiste oubliée.

## Biographie
Anne Rivière est diplômée en histoire de l'art à l'École des hautes études en sciences sociales.
Elle participe au commissariat d'exposition Camille Claudel en 1984 au Musée Rodin et Musée Sainte-Croix de Poitiers , Romaine Brooks au Musée Sainte-Croix de Poitiers en 1987, Chana Orloff en 1992.
En 1983, elle publie L'Interdite, Camille Claudel 1864-1943. Il s'agit de la première biographie sur la sculptrice. Elle réalise avec  Bruno Gaudichon conservateur en chef et directeur de La Piscine, le catalogue raisonné des œuvres de Camille Claudel en 2000. Il est revu et augmenté en 2001 et 2008. Elle publie également avec Bruno Gaudichon une édition critique de la correspondance de Camille Claudel.
En 2011, elle est commissaire de l'exposition Sculpture'Elles : Femmes sculpteurs du XVIIIe siècle à nos jours  qui a lieu au Musée des années Trente, à Boulogne-Billancourt. Il s'agit de la première exposition en France consacrée aux sculptrices.
En 2017, Anne Rivière publie le Dictionnaire des sculptrices en France. Ce dictionnaire recense 3500 notices de sculptrices ayant travaillé ou exposé en France de 1550 aux années 2000.

## Publications

### Monographies
- L'interdite, Camille Claudel : 1864-1943, Paris, Tierce, 1983 (réimpr. 1987) (1re éd. 1983), 95 p. (ISBN 2-903144-23-0)
- Dictionnaire des sculptrices en France, Paris, Mare & Martin, 2017, 599 p. (ISBN 979-10-92054-57-6)

### Direction scientifique
- Sur les traces de Camille et Paul Claudel : archives et presse : actes du colloque du 23 octobre 2007, Besançon, Poussière d'or, 2009, 364 p. (ISBN 2-9526096-3-2)

- avec Bruno Gaudichon, Camille Claudel : catalogue raisonné, Paris, A. Biro, 2001 (réimpr. 2000, 2008) (1re éd. 1996), 367 p. (ISBN 2-87660-325-X)

- Camille Claudel, Correspondance, Paris, Gallimard, 2008 (réimpr. 2008, 2014) (1re éd. 2003), 362 p. (ISBN 978-2-07-014325-2)

- Sculptrices : ni muses, ni modèles, de Ex nihilo, ARTE France (prod.) et de Émilie Valentin (réal.), 2018, 52 min

### Catalogues d'exposition
- Des amitiés modernes : de Rodin à Matisse : Carolus-Duran et la Société nationale des beaux-arts, 1890-1905, Paris : Somogy, Roubaix : La Piscine, 2003, 295 p. (ISBN 2-85056-639-X)
- Jane Poupelet, 1874-1932 : la beauté dans la simplicité, Paris, Gallimard, 2005, 166 p. (ISBN 2-07-011827-4)
- Visages, Paul Claudel, 1868-1955, Paris, Art inprogress, 2005, 31 p. (ISBN 2-35108-010-6)
- Camille Claudel, 1864-1943, Paris, Gallimard, Musée Rodin, 2008, 417 p. (ISBN 978-2-07-012041-3)
- Sculpture'elles : les sculpteurs femmes du XVIIIe siècle à nos jours, Boulogne-Billancourt : M-A30 ; Paris : Somogy, 2011, 271 p. (ISBN 978-2-7572-0469-6)
- Camille Claudel : au miroir d'un art nouveau, Paris, Gallimard, 2014, 287 p. (ISBN 978-2-07-014738-0)
- L'infini dans le fini, Anne Mercedes, Roubaix, Le Fil Rouge, 2015, 15 p. (ISBN 978-2-9551331-0-1)